# NGC 7460
NGC 7460 este o galaxie situată în constelația Peștii. A fost descoperită în 21 septembrie 1876 de către Édouard Stephan⁠(d).